# Anuna De Wever
Anuna De Wever (Mortsel, 16 de junio de 2001) es una estudiante y activista por el clima belga. Es una de las principales figuras del movimiento de la juventud por el clima Fridays For Future en Bélgica.

## Trayectoria
Junto a Kyra Gantois y Adélaïde Charlier, De Wever se convirtió en una de las principales figuras del movimiento de la juventud por el clima en Bélgica. Como resultado, entre los meses de febrero y mayo de 2019, escribió una columna semanal en la revista HUMO. En octubre de 2019, De Wever fue una de las activistas climáticas más jóvenes en viajar en el transatlántico bajo en carbono Regina Maris con rumbo a la Conferencia de las Naciones Unidas sobre el Cambio Climático de 2019 en Santiago, Chile, aunque posteriormente se desarrolló en Madrid, España.
Después de las huelgas escolares en Bélgica, el ministro flamenco de Medio Ambiente de centro derecha, Joke Schauvliege, se vio obligado a dimitir, tras haber afirmado que el Servicio de Seguridad del Estado tenía información de que detrás de la huelga climática había una organización política.
Las diferencias personales en el seno del movimiento de la juventud por el clima en Bélgica provocaron la marcha de la cofundadora Kyra Gantois en agosto de 2019.
La notoriedad que adquirió De Wever a través de las huelgas escolares la llevaron a ser el blanco de la extrema derecha con episodios como el lanzamiento de botellas con orina durante el festival de música Pukkelpop, en el que además se asaltaron varias tiendas de campaña durante la noche para intentar localizarla.
La política de los jóvenes implicados estaba simbolizada por el uso de una variante de la bandera de Flandes que excluye todos los elementos rojos.

## Reconocimientos
En mayo de 2019, De Wever y Kyra Gantois recibieron conjuntamente el Premio Ark de la Palabra Libre. Unos meses después, en septiembre del mismo año, De Wever y Adélaïde Charlier recibieron el Premio Embajador de Conciencia de Amnistía Internacional en Bélgica en nombre del movimiento de la juventud por el clima.